# Şener Özbayraklı
Şener Özbayraklı (Artvin, 23 gennaio 1990) è un calciatore turco, difensore svincolato.

## Caratteristiche tecniche
Terzino destro, può giocare sia come esterno sia come ala sulla medesima corsia.

## Carriera

### Club
Dopo due stagioni di successo al Bursaspor si seppe che il Bursaspor aveva accettato un'offerta di 1700000 € dal Fenerbahçe il 23 giugno 2015.
Il 7 luglio 2019 si trasferisce al Galatasaray a parametro zero. Il 9 giugno 2021 firma un contratto biennale con l'İstanbul Başakşehir. Al termine del contratto la società non rinnova il turco, facendolo tornare nella lista dei giocatori svincolati.

### Nazionale
Il 31 marzo 2015 esordisce in nazionale giocando un'amichevole contro il Lussemburgo (1-2).
Viene convocato per gli Europei 2016 in Francia.

## Statistiche

### Presenze e reti nei club
Statistiche aggiornate al 22 febbraio 2024
| Stagione                   | Squadra                    | Campionato                 | Campionato | Campionato | Coppe nazionali | Coppe nazionali | Coppe nazionali | Coppe continentali | Coppe continentali | Coppe continentali | Altre coppe | Altre coppe | Altre coppe | Totale | Totale |
| Stagione                   | Squadra                    | Comp                       | Pres       | Reti       | Comp            | Pres            | Reti            | Comp               | Pres               | Reti               | Comp        | Pres        | Reti        | Pres   | Reti   |
| -------------------------- | -------------------------- | -------------------------- | ---------- | ---------- | --------------- | --------------- | --------------- | ------------------ | ------------------ | ------------------ | ----------- | ----------- | ----------- | ------ | ------ |
| 2010-2011                  | Bugsaşspor                 | 2L                         | 24+2       | 1          | TK              | 1               | 0               | -                  | -                  | -                  | -           | -           | -           | 27     | 1      |
| 2011-2012                  | Bugsaşspor                 | 2L                         | 29+2       | 0          | TK              | 3               | 0               | -                  | -                  | -                  | -           | -           | -           | 34     | 0      |
| 2012-gen.2013              | Bugsaşspor                 | 2L                         | 9          | 2          | TK              | 1               | 0               | -                  | -                  | -                  | -           | -           | -           | 10     | 2      |
| Totale Bugsaşspor          | Totale Bugsaşspor          | Totale Bugsaşspor          | 66         | 3          |                 | 5               | 0               |                    | -                  | -                  |             | -           | -           | 71     | 3      |
| gen.-giu.2013              | Bursaspor                  | SL                         | 16         | 1          | TK              | 3               | 0               | -                  | -                  | -                  | -           | -           | -           | 19     | 1      |
| 2013-2014                  | Bursaspor                  | SL                         | 32         | 0          | TK              | 8               | 0               | UEL                | 2                  | 0                  | -           | -           | -           | 42     | 0      |
| 2014-2015                  | Bursaspor                  | SL                         | 31         | 0          | TK              | 9               | 0               | UEL                | 2                  | 0                  | -           | -           | -           | 42     | 0      |
| Totale Bursaspor           | Totale Bursaspor           | Totale Bursaspor           | 79         | 1          |                 | 20              | 0               |                    | 4                  | 0                  |             | -           | -           | 103    | 1      |
| 2015-2016                  | Fenerbahçe                 | SL                         | 14         | 1          | TK              | 10              | 1               | UCL+UEL            | 1+7                | 0                  | -           | -           | -           | 32     | 2      |
| 2016-2017                  | Fenerbahçe                 | SL                         | 19         | 0          | TK              | 6               | 0               | UCL+UEL            | 1+7                | 0                  | -           | -           | -           | 33     | 0      |
| 2017-2018                  | Fenerbahçe                 | SL                         | 19         | 2          | TK              | 6               | 1               | UEL                | 3                  | 0                  | -           | -           | -           | 28     | 3      |
| 2018-2019                  | Fenerbahçe                 | SL                         | 9          | 0          | TK              | 3               | 0               | UCL+UEL            | 1+4                | 0                  | -           | -           | -           | 17     | 0      |
| Totale Fenerbahçe          | Totale Fenerbahçe          | Totale Fenerbahçe          | 61         | 3          |                 | 25              | 2               |                    | 24                 | 0                  |             | -           | -           | 110    | 5      |
| 2019-2020                  | Galatasaray                | SL                         | 8          | 0          | TK              | 3               | 0               | UCL                | 2                  | 0                  | -           | -           | -           | 13     | 0      |
| 2020-2021                  | Galatasaray                | SL                         | 12         | 0          | TK              | 2               | 0               | -                  | -                  | -                  | -           | -           | -           | 14     | 0      |
| Totale Galatasaray         | Totale Galatasaray         | Totale Galatasaray         | 20         | 0          |                 | 5               | 0               |                    | 2                  | 0                  |             | -           | -           | 27     | 0      |
| 2021-2022                  | İstanbul Başakşehir        | SL                         | 9          | 0          | TK              | 1               | 0               | -                  | -                  | -                  | -           | -           | -           | 10     | 0      |
| 2022-2023                  | İstanbul Başakşehir        | SL                         | 10         | 0          | TK              | 4               | 0               | UECL               | 5                  | 0                  | -           | -           | -           | 19     | 0      |
| ago.2023                   | İstanbul Başakşehir        | SL                         | 2          | 0          | TK              | -               | -               | -                  | -                  | -                  | -           | -           | -           | 2      | 0      |
| Totale İstanbul Başakşehir | Totale İstanbul Başakşehir | Totale İstanbul Başakşehir | 21         | 0          |                 | 5               | 0               |                    | 5                  | 0                  |             | -           | -           | 31     | 0      |
| Totale carriera            | Totale carriera            | Totale carriera            | 247        | 7          |                 | 60              | 2               |                    | 35                 | 0                  |             | -           | -           | 342    | 9      |

## Palmarès

### Club

#### Competizioni nazionali
- Supercoppa di Turchia: 1

Galatasaray: 2019